# リンブルフ

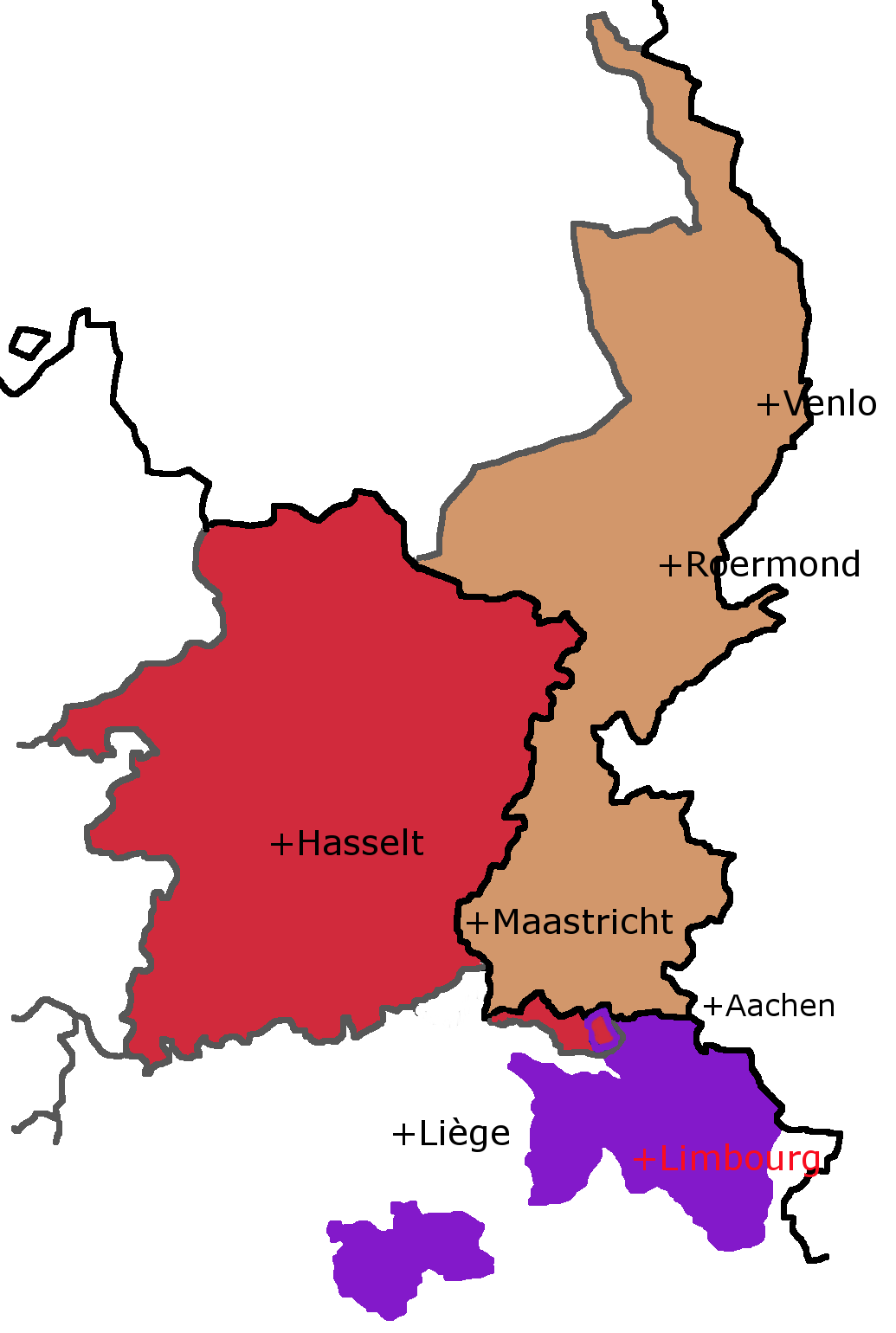
リンブルフ

リンブルフ（オランダ語、リンブルフ語：Limburg オランダ語: [ˈlɪmbʏrx] ( 音声ファイル)）は、オランダ南部からベルギー東部にかけての地域である。リンブルヒとも発音される場合がある。また、ドイツ語の発音 [ˈlɪmˌbʊʁk] やその転訛からリンブルク、リーンブルク、リンブルグとも表記される。歴史的地域としてのリンブルフは現ドイツ領にもまたがっており、また19世紀にはオランダ王国の一部でありながらドイツ連邦にも「リンブルク公国」または「リンブルフ公国」 (Herzogtum Limburg / Hertogdom Limburg) として加盟しており、ドイツ語名で呼ぶのも誤りではない。
現在のリンブルフは、行政上2つの地域からなる。
- オランダのリンブルフ州（州都：マーストリヒト）
- ベルギーのリンブルフ州（州都：ハッセルト）

## 歴史
リンブルフは、現在はベルギー、リエージュ州のランブール（仏：Limbourg）という小さな町にその名が由来する。中世にはこの町の名前を冠したランブール公爵の所領が、リエージュ州北部のエルブ地域からベルギー・オランダの両リンブルフ州、さらに現在のドイツのノルトライン＝ヴェストファーレン州の一部にまたがって存在した。ランブール公は神聖ローマ帝国の諸侯であり、その所領はリンブルク公国またはリンブルフ公国 (Herzogtum Limburg / Hertogdom Limburg) の名で呼ばれる。リンブルク公国はブルゴーニュ領ネーデルラント、後にハプスブルク領ネーデルラントの一部となった。
ネーデルラント連合王国から1830年にベルギーが独立した際、リンブルフは当初全域がベルギーの統治下に置かれたが、1839年に現在のように2分割された。

## 愛唱歌
"In 't Bronsgroen Eikenhout" は、ベルギーとオランダのリンブルフ地域の愛唱歌である。

## 言語
リンブルフはオランダと、ベルギーのフランデレン地域に属するので、リンブルフの公用語はオランダ語である。しかし、ドイツ語の方言であるリンブルフ語がこの地域全体で話されている。リンブルフ語の地位はヨーロッパ法のおかげで高められたが、ベルギー当局は支持に慎重である。一方オランダでは、リンブルフ語がヨーロッパ地方言語・少数言語憲章の第2章により適度の保護を受けている。ドイツの文献では「ベルク語」（Bergisch）または「リンブルフ・ベルク語」（Limburgisch-Bergisch）と呼ばれることがある。ドイツのクレーヴェ周辺の方言と非常に似ている。